# Jay Alanski
Jay Alanski est un auteur-compositeur, musicien, producteur de musique électronique français. Depuis plus de vingt ans il se consacre également à l'écriture de romans et à l'image (photographie, réalisation et écriture de films de fiction et expérimentaux ainsi que clips vidéos). L'orthographe de son nom change en 2003 pour l'album Les Yeux crevés et se transforme en Jay Alansky.

## Biographie
Il sort un premier album en anglais Season puis forme au milieu des années 70 un groupe de rock'n'roll The Beautiful Losers avec son complice Christophe J. (dont il produira plus tard plusieurs disques). 
En 1979, il compose la musique des premières chansons de Lio avec laquelle il travaillera de nombreuses années. Il écrit également pour Lou and the Hollywood Bananas, Plastic Bertrand, des textes pour Alain Chamfort et Julien Clerc et de nombreux autres artistes.
En 1980, il sort en tant qu'interprète l'album Tendre est la nuit enregistré à Los Angeles, un album soul qui est aujourd'hui redécouvert sur Youtube et Instagram.
En 1981, il produit et écrit pour Malvina Melvile et également le premier rap en français pour le jeune Pierre Edouard, À mon âge déjà fatigué (collaborant à cette occasion avec le musicien Wally Badarou).
À partir de 1987, il écrit et produit les chansons de Jil Caplan (entre autres sur les titres Oh ! tous les soirs, Tout c'qui nous sépare et Natalie Wood) avec laquelle il collabore sur cinq albums et produit de nombreux groupes, chanteurs : Marie France, Jacques Duvall, Les Innocents, Louis Bertignac, Baroque Bordello, Les Chiffons, La Fiancée du Pirate… Il rencontrera également, à plusieurs reprises, le cinéaste Leos Carax qui désire travailler avec lui, ils écriront ensemble une chanson pour son film Mauvais Sang, qui finalement ne sera pas utilisée, le projet d'écrire la musique des Amants du Pont-Neuf sera également abandonné faute de temps. 
En 1989, il sort chez CBS (en ajoutant un H à son nom qui devient Jay H. Alanski) The Price Of Love un double album chanté en anglais où le funk et la soul fusionnent avec un mur du son pop anglais et des influences Todd Rundgren . Puis suivra en 1993 Honey On A Razor Blade chez FNAC Music.
Au milieu des années 1990, il délaisse les grands studios d'enregistrement pour produire et composer chez lui. C'est alors que prend naissance son projet electronica et ambient A Reminiscent Drive sur le label F Communications. Sortiront, entre 1995 et 2001, 4 EPs, deux albums et des remixes. Beaucoup de titres issus de ce projet seront présents sur de nombreuses compilations.
Paraîtra en 1997, accompagnant l'album Mercy Street, un livre de collages Visual Samples,.
Au début des années 2000 il collabore, écrit et produit pour de nombreux artistes: Elfy, Pierre Faa, Vanessa Chassaigne, Tin... Au moment de la sortie de l'album Ambrosia en 2000, il expose son travail photographique à Paris, Stockholm, Milan et Berlin. 
Il collabore à la revue Recording en 2003/2004 à laquelle il fournira une chronique (Speedway) et des articles et critiques sur les Beach Boys et Todd Rundgren. 
Il écrit et réalise en 2007 un projet cinématographique de plus de trois heures comprenant quatre films intitulés Les Stations du Ciel ; l'un d'entre eux, Monstruosa, sera présent dans certains festivals. Un autre sera tourné à New York. Les thèmes qu'il aborde dans ce projet sont, entre autres, l'isolement, le sado-masochisme, le fétichisme, les icônes et la religion.
En 2010 est réédité, avec un accueil critique unanime, l'album Nobody Knows the Heaven de son groupe The Beautiful Losers sorti originellement en 1975.
Il continue à produire sous le nom de sEYmour et poursuit plusieurs projets photographiques, influencés, entre autres, par l'œuvre d'Alan Watts et Jean Baudrillard .
À l'automne 2013, sort sur un label allemand la première anthologie de A Reminiscent Drive : Zoom Back Camera. À cette occasion, il réalise plusieurs clips sur les morceaux Ambrosia et un morceau inédit d'ARD : Friday At Nine.
En janvier 2015, il publie un premier roman, Hermine et le vieux jeune homme, et le 11 février sort l'album I WAS A GENTLEMAN sous le nom de sEYmour. De multiples rééditions voient le jour également : SEASON / Hello Life (années 70) réédité en vinyle par Wah wah records (salué par Rock & Folk et les magazines anglais Shindig et Mojo entre autres), France Chébran (avec le rap de Pierre Edouard, À mon âge déjà fatigué, remarqué et très apprécié par la presse (Magic, Technikart, etc.) ainsi que la blogosphère.
Jay Alansky annonce par un post sur tumblr intitulé : "brother the new album by jay alansky /12 teasers", la sortie d'un double L.P Brother pour l'été 2016 qui ne verra jamais le jour.
Cette même année 2016 (avril et septembre) se tiennent deux expositions des photographies argentiques (1995-2002) de Jay Alansky à la Galerie de l'Angle à Paris et à Artscape Contemporary Art Luxembourg. Sort également un EP digital sous le nom de The Nude Swim accompagné d'un clip qu'il réalise à Berlin.
En janvier 2018, Jay Alansky publie son deuxième roman Le monde est un reproche. Il participe à l'exposition Ni Dieu Ni Maître en juin 2018 avec ses photographies argentiques à la Galerie Thierry Marlat, à Paris.
En 2019 sort A Woman's Despair, la traduction anglaise du Monde est un Reproche et son cinquième film: Toutes nos vies (All Our Lives)puis I Only Want To See The Garden, un moyen métrage hommage à la poétesse argentine Alejandra Pizarnik, et, en janvier 2021, WOUNDED, un documentaire tourné à Berlin sur le désespoir, la maladie et le deuil de deux femmes.
En juillet 2021 sort, en digital, Wine and Resurrection, un album de chansons, et une série de rééditions complètes et remasterisées : The Price of Love (1989) et Honey on a Razor Blade (1993) ainsi qu'un album inédit glam et rock'n'roll Our Secret Place (1994). En même temps, il publie trois albums de musique instrumentale sous le nom de Bronzino. En novembre 2022, un nouvel album de Bronzino voit le jour: Eight Different Types of Dream ainsi qu'une succession de titres de son projet électronique A Reminiscent Drive. En janvier 2023, il publiera sur la plateforme Bandcamp 132 inédits de ce projet rebaptisé A.R.D. Le 7 mars 2023 La force qu'on a en nous, un album chanté en français, enregistré en 1981 et jamais distribué est mis en ligne uniquement sur la plateforme Bandcamp. 
Son troisième roman Marthe ou la femme dans un coin de ma chambre est publié au printemps et le projet Bronzino continue avec deux Eps et un nouvel album. Un des avatar s de jay Alansky sEYmour est également l'objet d'une anthologie digitale de 59 titres : Complete Works et de trois EPs.
En 2023, c'est la publication (le 9 août sur Bandcamp) de The Pulverized Years, la totalité des titres de Jay Alansky restés inédits à ce jour. Un EP qui en est extrait, Darling, ne me laisse pas voit le jour sur toutes les plateformes ainsi qu'un single Enchanted Garden.
En 2024 sortiront trois mixtapes extraites de The Pulverized Years : Do Anything (avril), Dumb and Maniac (mai) et Lonely as the World (juillet) 

## Discographie

### Albums solos
- 1980 - Tendre est la nuit
- 1989 - The Price of Love
- 1992 - Natalie Wood (Réédition de l'album "Tendre est la nuit" avec 2 titres bonus)
- 1993 - Honey on a Razor Blade
- 2003 - Les yeux crevés
- 2021 - Our Secret Place (album inédit) et rééditions digitales remasterisées de The Price of Love et Honey on a Razor Blade
- 2021 - Wine and Resurrection
- 2023 - La force qu'on a en nous / The Pulverized years